# Aleksander Ipsberg
Aleksander Karl Ipsberg (* 22. Dezember 1908jul. / 4. Januar 1909greg. in Smolensk, Russisches Kaiserreich; † 19. August 1943 in Suchobeswodnoje, Oblast Gorki, Sowjetunion) war ein estnischer Bildhauer.

## Frühe Jahre
Aleksander Karl Ipsberg wurde als Sohn von Karl (1870–1943) und Angelika Ipsberg (1884–1945) geboren. Sein estnischer Vater war als Ingenieur beim Bau der Transsibirischen Eisenbahn und anschließend als Vorsteher der Eisenbahnen im Gebiet Smolensk beschäftigt. Seine Mutter entstammte einer wolgadeutschen Unternehmer-Familie aus Smolensk. 1911 kehrte der Vater mit seiner Familie nach Estland zurück. Anfang der 1920er Jahre amtierte der wohlhabende Karl Ipsberg als estnischer Verkehrsminister.

## Kunst
Aleksander Ipsberg entschied sich für eine künstlerische Laufbahn. Er studierte zunächst Malerei im renommierten Atelier von Ants Laikmaa. 1926/27 war er an der Staatlichen Kunstgewerbeschule (Riigi Kunsttööstuskool) in Tallinn bei Ferdi Sannamees immatrikuliert. Von 1927 bis 1930 studierte er an der Kunstschule Pallas im südestnischen Tartu Bildhauerei. Von 1931 bis 1933 bildete er sich in Paris fort. Anschließend lebte er als freischaffender Künstler in Tallinn.
Bekannt wurde Aleksander Ipsberg vor allem durch seine Portraitskulpturen estnischer Persönlichkeiten, darunter Konstantin Päts, Mihkel Pung, Hindrik Prants, Heinrich Moorson, Eduard Aule und Villem Sommer.

## Tod
Mit der sowjetischen Besetzung Estlands wurden Karl Ipsberg und seine Familie am 14. Juni 1941 ins Innere der Sowjetunion deportiert. Aleksander Ipsberg wurde im Oktober 1941 vom NKWD inhaftiert. Im Juli 1942 wurde er zu acht Jahren Zwangsarbeit verurteilt.
Zwei Jahre später wurde er in einem Gulag bei dem Bahnhof Suchobeswodnoje in der Oblast Gorki totgeschlagen. Ipsberg wurde 35 Jahre alt.